# Oospila athena
Oospila athena là một loài bướm đêm trong họ Geometridae.